# Just My Luck (2006)
Just My Luck is een film uit 2006 onder regie van Donald Petrie en met Lindsay Lohan en Chris Pine in de hoofdrollen. De film werd op negatieve kritieken onthaald en Lohan werd genomineerd voor een Gouden Framboos voor haar prestatie erin.

## Verhaal
Ashley (Lindsay Lohan) is het gelukkigste meisje in New York. Haar carrière verloopt schitterend en ze leeft een leven vol pracht en praal. Jake (Chris Pine) is daarentegen de ongelukkigste kerel die er is. Zijn leven is één grote opeenstapeling van mislukkingen en gemiste kansen. Hij is een manager van een band. Die band is en wordt gespeeld door McFly. Alles verandert echter voor Ashley en Jake wanneer ze elkaar ontmoeten tijdens een gemaskerd bal, elkaar kussen en op miraculeuze wijze hun levensgeluk uitgewisseld wordt. Ashley ziet haar superleventje in rook opgaan terwijl Jake eindelijk eens de wind in de zeilen heeft. Ashley smeedt het snode plan om hem op te sporen en haar geluk terug te stelen, maar valt uiteindelijk op Jake en geeft het hem terug. Ze besluiten uiteindelijk het geluk door te geven aan Jakes buurmeisje, dat ook veel ongeluk kent.

## Rolverdeling
| Acteur            | Personage       | Opmerkingen   |
| ----------------- | --------------- | ------------- |
| Lindsay Lohan     | Ashley Albright |               |
| Chris Pine        | Jake Hardin     |               |
| Faizon Love       | Damon Phillips  |               |
| Missi Pyle        | Peggy Braden    |               |
| Samaire Armstrong | Maggie          |               |
| Bree Turner       | Dana            |               |
| Danny Jones       | zichzelf        | Bandlid McFly |
| Tom Fletcher      | zichzelf        | Bandlid McFly |
| Dougie Poynter    | zichzelf        | Bandlid McFly |
| Harry Judd        | zichzelf        | Bandlid McFly |

## Kassaopbrengsten
Just My Luck had na één weekeinde al 5.692.285 dollar opgebracht. Twaalf weken daarna stond het bedrag op 17.324.744 dollar. In totaal heeft de film 38 miljoen dollar opgebracht tegen een relatief laag budget.
De film was het succesvolst in Groot-Brittannië; vooral doordat McFly (het land waar de band vandaan komt) haar filmdebuut maakte.